# ストーカー・誘う女
ストーカー・誘う女（ストーカー・さそうおんな）は、TBS系列で1997年（平成9年）1月9日 - 同年3月20日まで放送された日本のテレビドラマ。全11話。放送時間は木曜日22:00 - 22:54。平均視聴率は19.2%、最高視聴率は25.6％。

## 概要
当時、社会から認識され始めていたストーカーを大映ドラマ特有のエッセンスで描いた作品。
視聴率も回を追うごとに上がり、最終回では25%と高視聴率を弾き出した。
放送終了後まもなくVHSソフトが発売されたが、DVDやBDは発売されていない。
2022年9月7日からBS-TBSにて再放送。また、2025年6月4日からもBS-TBSにて再放送と見逃し配信。2025年の再放送ではBS-TBS版ではエンディングがカットされているが、配信版ではエンディングが入っていて、またほとんどのドラマ再放送でカットされている次回予告、提供クレジット時の映像も入っている。（オープニングの提供クレジット時が入っていない回もあり）ただし、オープニング・劇中のBGMはほとんどが別のものに差し替えられている。
雛形あきこの出世作。

## ストーリー
天王洲アイルに所在する大手商社・東通商事勤務の上原ミチルは、自分の担当した企画で一緒になった同僚、森田柊志に生き別れの父の面影を見る。そして彼の妻とこども達がスキー旅行に出掛けた夜、肉体関係を持った。そして柊志の子供を妊娠したと信じ込んだミチルは、彼に愛されているという確固たる確信のもと「ストーカー」へと変貌していく。

## キャスト
森田柊志 - 陣内孝則
東通商事鉄鋼部 課長。妻と子供2人を大切にしているマイホームパパ。公津の杜駅周辺の一軒家に居住。37歳。誕生日は1959年12月8日。
家族がスキー旅行に出掛けた夜、仕事帰りに偶然を装って待ち伏せしていたミチルとの食事後、誘われたバーで泥酔状態になって自宅に連れ込まれる。そしてミチルと関係を持って、社内でのストーキングが始まる。さらに由里子の結婚式帰りに「出来ちゃったみたいです、赤ちゃん」と妊娠したことを告げられ、動揺する。以降尾行や自宅への無言電話、不気味な贈り物、FAXでの離婚届の送信等様々なストーカー行為を受けることになる。
最終回で自宅を襲撃され、ミチルから命懸けで家族を守ったために負傷。退院後は田村部長の尽力と理解によって無事に職場復帰を果たす。
心優しい性格が故、室町からのストーカー対策のアドバイスを聞いたにもかかわらず完全に無視できず、会ってしまうことも多くあった。
上原ミチル - 雛形あきこ
短大卒業後、東通商事に就職し総務部に配属。22歳。
幼少期に両親が離婚。大好きだった父と暮らせると信じていたが、裏切られる形で家を出られてしまう。その後、父が自分と同年代の娘のいる女性と楽しそうにいる姿を目撃したことがトラウマ化。それでも父を嫌いになれず、女性の連れ子に嫉妬心を抱いていた。その為、友人などからファザーコンプレックスと揶揄われたことがある(第5話)。
柊志と関係を持ち、妊娠したと信じ、尾行や自宅への無言電話、不気味な贈り物、FAXでの離婚届送信等様々な付きまとい行為を行う。さらにバレンタインデーには柊志を食事に誘うも来なかったショックによりリストカットをして入院騒ぎまで起こしている。
退院直前に室町から告げられた想像妊娠の事実を受け入れられず、絹香を諸悪の根元だと思い込み、柊志宅へ乗り込んで殺人未遂事件を起こす。逃げる絹香らを追いかけ回し、近くの公園で柊志と格闘した末に階段から転落して負傷。その直後に正気を取り戻し退院後、室町と北川付き添いの元、柊志の自宅を訪れこれまでのストーカー行為を謝罪。
その後、地元でのリハビリを勧めた北川からの告白を受け入れる。
恋愛妄想の部分を除けば、華やかな印象を持ち礼儀正しく明朗快活な性格である。友人も多く、社内でも有能な社員として扱われている。
森田絹香 - 麻生祐未
室町の娘。母とは死別している。柊志の妻。29歳。誕生日は1967年8月26日。
大学卒業と同時に東通商事に就職。同僚だった柊志からのアタックで結婚し、作中で7年目になる。
聡明な印象の良妻賢母だったが、不審な行動をするミチルの過激な行動と暴走する様子に不安定になっていく。柊志がミチルと関係を持ってしまったことを許せず、離婚も考えて別居状態になったこともあるが、柊志の「（ミチルから）家族は俺が守りたい」という熱意を受け入れる。
最終回にて負傷しながらも身体を張って家族を守った柊志を見直し、子供達と共に自宅に戻って来た。
森田未久 - 三村有己
柊志と絹香の長女。5歳。幸太の面倒見がいい。
第9・10話で、幼稚園からの帰りにミチルに誘拐されてしまう。
森田幸太 - 田邊季正
柊志と絹香の長男。4歳。戦隊モノが大好き。
竹野由里子 ‐牛尾田恭代
東通商事鉄鋼部に勤務。柊志直属の部下。
第1話で結婚し、その時に同期入社かつ友人であるミチルに受付を依頼している。
北川敦 - 袴田吉彦
大学生の頃にはバンドマンを目指していた。大学の先輩である柊志からのアドバイスで東通商事に就職し、鉄鋼部に配属されて柊志直属の部下となる。26歳。
社会の縦構造に不満を抱く等、未だ社会人としては未熟な面がある。
由里子の結婚式場で見かけたミチルに一目惚れし、柊志と関係を持ち妊娠、そしてストーカーと知って戸惑うが、最終的には彼女に対して理解を示し、力になって立ち直らせすため、室町からアドバイスを受ける。
出身は北海道（実家は牧場を経営しており、ミチルにリハビリも兼ねての帰省を勧める）。
室町克彦 - 小林稔侍
絹香の父（柊志の岳父にあたる）。明成医科大学教授兼精神科医であり、ストーカーに関する専門医でもある。53歳。
東通商事での講演で、偶然（第2話では天王洲アイル駅で柊志と別れるところを目撃している）知り合ったミチルの言動から彼女の持つ心の病を察知（第5話）。
柊志に対して不信感を抱いた絹香と子供達を受け入れ、柊志と北川にストーカー対策としてアドバイスや苦言を呈し、ミチルにも治療の為に接近を試みる。森田家を襲撃したミチルに立ち向かい、医師として警察を言いくるめる等の形で事件を不問に付す。
絹香の母でもある妻とは死別している。
作中でのセリフがストーカーの概念および対処等のガイドライン的役割を果たしている。
大橋由美子 - 佐伯伽耶
室町の秘書。
田村 - 村井国夫
東通商事鉄鋼部 部長。柊志の直属の部長。出世競争で同期に遅れていた柊志に目を掛け、課長職に引き上げたらしい。北川とは仕事のやり方をめぐって衝突しがち。
ミチルからストーカー行為を受けていた柊志の勤務中の不審な行動に度々苦言を呈していたが、最終回でストーカー被害を受けていた事実を知り、それを理解した上で上層部に掛け合う。
柊志の退院後は鉄鋼部に復帰させた。
- その他の出演者 - 佐久間哲、朝倉龍一、高杉航大、八武崎碧、桜金造、石丸謙二郎（医師）、小林健（岡田）、深沢邦之、七瀬理香、宮内知美、琢磨ゆい、宗像まり、小野田豊、葉山知穂、三井田博美、伊藤麻衣、鈴木良孝、前田修司、仲田一晃、竹下明子、山端智樹、恩田麻実、吉州ななえ、八木橋努、唐木正道、ノア（ゴールデン・レトリバー）

## 放送日、サブタイトル、視聴率
| 各話                                                      | 放送日        | サブタイトル     | 監督     | 視聴率 |
| --------------------------------------------------------- | ------------- | ---------------- | -------- | ------ |
| 第1話                                                     | 1997年1月9日  | あなたを奪いたい | 江崎実生 | 16.5%  |
| 第2話                                                     | 1997年1月16日 | しのび寄る恐怖   | 江崎実生 | 12.9%  |
| 第3話                                                     | 1997年1月23日 | 無言電話が鳴る時 | 小島穹   | 16.8%  |
| 第4話                                                     | 1997年1月30日 | 嘘をついて外泊   | 井坂聡   | 15.7%  |
| 第5話                                                     | 1997年2月6日  | のぞきたい彼の家 | 江崎実生 | 17.1%  |
| 第6話                                                     | 1997年2月13日 | 不気味な留守電   | 小島穹   | 18.1%  |
| 第7話                                                     | 1997年2月20日 | もう我慢できない | 江崎実生 | 20.2%  |
| 第8話                                                     | 1997年2月27日 | 天国で結ばれたい | 井坂聡   | 19.8%  |
| 第9話                                                     | 1997年3月6日  | 彼を離さない     | 江崎実生 | 22.8%  |
| 第10話                                                    | 1997年3月13日 | もう誰も許さない | 井坂聡   | 25.6%  |
| 第11話                                                    | 1997年3月20日 | 愛してるけど殺す | 江崎実生 | 25.6%  |
| 平均視聴率19.2%（視聴率は関東地区・ビデオリサーチ社調べ） |               |                  |          |        |

## スタッフ
- プロデューサー：野添和子
- 制作統括：福富京子
- 脚本：石原武龍
- 撮影：山崎忠
- 技術協力：IMAGICA
- 制作・美術協力：フジアール
- ロケ協力：相模原市
- 監督：江崎実生、小島穹、井坂聡
- 製作：大映テレビ／TBS[1]

## 主題歌
- 近藤真彦「愛はひとつ」

## 受賞歴
- 第12回ザテレビジョンドラマアカデミー賞[2]
  - 助演女優賞（雛形あきこ）